# Gymnotus cataniapo
Gymnotus cataniapo és una espècie de peix pertanyent a la família dels gimnòtids.

## Descripció
- Fa 31,6 cm de llargària màxima.
- Nombre de vèrtebres: 79-80.[5]

## Hàbitat
És un peix d'aigua dolça, bentopelàgic i de clima tropical.

## Distribució geogràfica
Es troba a Sud-amèrica: conques dels rius Amazones i Orinoco, i d'altres indrets del nord del subcontinent.

## Observacions
És inofensiu per als humans.